# Супрематический крест
Супрематический крест — арт-объект в виде супрематического граффити, созданный художником-каллиграфом Покрасом Лампасом в июле 2019 года в Екатеринбурге на площади Первой пятилетки в рамках фестиваля Стенограффия.

## Описание
Первоначальная композиция представляла собой чёрный крест, вписанный в красный овал. Площадь креста каллиграфически исписана цитатой одного из манифестов Казимира Малевича: «Я развязал узлы мудрости и освободил сознание краски. Я преодолел невозможное и пропасти сделал своим дыханием. Мы, супрематисты, — бросаем вам дорогу». Общая площадь граффити на площади Первой пятилетки составила 6686 м².

## История
Работы по созданию арт-объекта проводились Покрасом Лампасом и группой волонтёров в период с 6 по 8 июля 2019 года в рамках фестиваля Стенограффия, ежегодно проходящего в Екатеринбурге.
19 июля 2019 года коммунальные службы Екатеринбурга повредили композицию, залив часть граффити гудроном, несмотря на то, что создание арт-объекта было согласовано с властями города.

## Общественный резонанс
21 июля 2019 года директор Музея святости, исповедничества и подвижничества на Урале в XX веке Оксана Иванова в открытом письме обратилась к мэру Екатеринбурга Александру Высокинскому и губернатору Свердловской области Евгению Куйвашеву в Facebook с призывом уничтожить граффити, поскольку верующих смущает хождение по поверхности христианского символа. 25 августа православные активисты провели пикеты и акции против восстановления арт-объекта в прежнем виде. В качестве претензий к создателям граффити высказывались замечания о несогласованности его размещения на площади с жителями района и жалобы на резкий запах краски.
С критикой композиции и использования православных святынь в ней выступил также протоиерей Всеволод Чаплин.
Один из лидеров секты царебожников схиигумен Сергий (Романов) опубликовал в Youtube свою проповедь против арт-объекта, назвав его «попранием святыни». Александр Невзоров и Алексей Навальный раскритиковали эту проповедь и активистов.
В результате общественного резонанса Покрас Лампас и организаторы фестиваля Стенограффия приняли решение согласовать устраивающий все стороны новый эскиз.

## Реставрация
В сентябре 2019 года был опубликован новый эскиз произведения, незначительно изменённый автором. В новом эскизе, согласованном на заседании в администрации Екатеринбурга, крест заменён на три независимых прямоугольника.
6 и 7 октября Покрас Лампас с волонтёрами восстановил Супрематический крест по новому эскизу и отреставрировал повреждённые участки.
Весной 2020 года после схода снега граффити практически полностью стёрлось, не пережив уральскую зиму. На поверхности брусчатки, которой выложена площадь, остались бледно красные участки. Организаторы Стенограффии заявили, что планов по восстановлению арт-объекта, требующего значительных затрат, пока не существует.
В августе 2020 года Покрас Лампас сообщил, что в отреставрированном изображении он вписал другой лозунг: «Товарищ, помни: Цензура не должна влиять на искусство». Художник выразил удивление по поводу того, что почти за год после утверждения нового эскиза никто не попытался его расшифровать.